# Ꭵ
Cette page contient des caractères spéciaux ou non latins. S’ils s’affichent mal (▯, ?, etc.), consultez la page d’aide Unicode.
Ꭵ (minuscule ꭵ), appelé v, est une lettre du syllabaire cherokee.

## Représentations informatiques
Le v peut être représenté avec les caractères Unicode (cherokee, supplément cherokee) suivants, :
| lettres   | représentations | chaînes de caractères | points de code | descriptions                |
| --------- | --------------- | --------------------- | -------------- | --------------------------- |
| majuscule | Ꭵ               | Ꭵ                     | U+13A5         | lettre cherokee v           |
| minuscule | ꭵ               | ꭵ                     | U+AB75         | lettre minuscule cherokee v |